# Simen Hegstad Krüger
Pour les articles homonymes, voir Krüger.
Simen Hegstad Krüger est un fondeur norvégien, né le 13 mars 1993 à Hønefoss. Il remporte le titre olympique lors de l'épreuve de skiathlon et celle du relais, terminant également deuxième du quinze kilomètres, lors des Jeux olympiques 2018. Lors des Championnats du monde 2021, il remporte trois médailles en individuel. En coupe du monde, il a fini plusieurs fois sur le podium lors des courses par étapes, terminant troisième du Tour de ski en 2018-2019 et deuxième du Ski Tour en 2020 et a remporté trois courses de distance sur style libre. En 2023, il devient champion du monde du 15 km et du skiathlon.

## Biographie
Membre du club de SFK Lyn (en), il prend part à ses premières courses officielles de la Fédération internationale de ski et de snowboard (FIS) en 2010.
Aux Championnats du monde junior 2013, à Liberec, il est médaillé d'argent au relais et deux fois quatrième en individuel.
Il fait ses débuts en Coupe du monde lors de la saison 2012-2013 en mars 2013 à Oslo lors du cinquante kilomètres où il termine à la 43e place. La saison suivante, il ne dispute aucune épreuve de coupe du monde, on meilleur résultat étant une septième place en coupe FIS à Gjøvik. Il marque ses premiers points en 2014-2015 à l'occasion du Nordic Opening à Lillehammer où il obtient la 21e place pour sa première course par étapes. Lors de cette année 2015, il est vice-champion du monde lors des mondiaux des moins de 23 ans d'Almaty sur le quinze kilomètres libre, épreuve dont il sera titré un an plus tard aux mondiaux de Rasnov. En fin de saison, il est 11e du cinquante kilomètres d'Oslo. 
Après une deuxième place d'une course FIS à Beitostoelen, Il obtient une onzième place lors de l'ouverture de la coupe du monde à Ruka. Lors du mini-Tour de Lillehammer, il obtient son premier top 10 avec une cinquième place sur le dix kilomètres libre remporté par Calle Halfvarsson. Le mois suivant, lors du tour de ski, il obtient son premier podium en terminant troisième d'un dix kilomètres libre, remporté par Sergueï Oustiougov et Maurice Manificat. Deux semaines plus tard, il gagne pour la première fois avec ses coéquipiers du relais à Ulricehamn.
Après une victoire en course FIS lors de son début de saison, il termine 16e de sa première épreuve de la saison de coupe du monde, le Ruka triple, puis termine quatrième d'un skiathlon à Lillehammer et quatrième d'un quinze kilomètres libre à Davos. Il remporte sa première victoire en coupe du monde lors de l'étape de Toblach en décembre, un quinze kilomètres libre.
Lors des Jeux olympiques 2018 de Pyeongchang, il remporte le skiathlon, malgré une chute au départ lors de la partie en style classique. Il devance ses compatriotes Martin Johnsrud Sundby et Hans Christer Holund. Sur le quinze kilomètres, il termine à la deuxième place, à 18 s de Dario Cologna, Denis Spitsov prenant la troisième place.
Lors de la saison 2018-2019, il atteint son pic de forme au Tour de ski, qu'il termine troisième, après notamment le deuxième temps lors de l'ultime étape. Il s'agit de son premier podium en course par étapes. Trois semaines après, il est deuxième du quinze kilomètres libre à Ulricehamn, puis septième des Finales au Québec, le conduisant au quatrième rang du classement général de la Coupe du monde. Il est sélectionné pour les Championnats du monde à Seefeld, ses premiers mondiaux, où il ne prend part qu'au cinquante kilomètres en raison de la densité norvégienne ; il y termine cinquième. 
Lors de la saison 2019-2020, il reste au même rang, grâce à sa victoire au quinze libre de Davos, puis sa cinquième place au Tour de ski, où il gagne l'étape sur dix kilomètres libre (avec départ en masse), une troisième place à la poursuite de Nové Město et des deuxièmes places au skiathlon d'Oberstdorf, au Ski Tour et enfin au prestigieux cinquante kilomètres d'Oslo, sur style classique, où il devancé par le vainqueur de la Coupe du monde Alexander Bolshunov au sprint.
Lors de la saison 2020-2021, il n'est que 18e sur le Nordic Opening et ne prend pas part au Tour de ski comme les autres Norvégiens en raison des restrictions de leur gouvernement liées à la pandémie de covid-19. Il revient sur le podium à Falun, où il est deuxième du quinze kilomètres libre de Falun. Son objectif majeur cet hiver est le championnat du monde à Oberstdorf, où il prend pour commencer la médaille d'argent au skiathlon, seulement battu dans le final par Alexander Bolshunov, puis une deuxième sur le quinze kilomètres libre derrière Hans Christer Holund avant d'ajouter le bronze sur le cinquante kilomètres classique, bénéficiant de la disqualification de Johannes Høsflot Klæbo initialement vainqueur.
Quelques jours avant le début des épreuves olympiques 2022 de ski de fond disputées à Zhangjiakou en Chine, il est testé positif au SARS-CoV-2, ce qui l'empêche de pouvoir se rendre en Chine et n'est pas en mesure de défendre son titre en skiathlon.

## Palmarès

### Jeux olympiques
| Épreuve / Édition   | Sprint                           | Sprint                           | 15 km                              | 15 km                            | Skiathlon 2 × 15 km            | 50 km | Relais | Relais                         |
| Épreuve / Édition   | libre                            | classique                        | libre                              | classique                        | Skiathlon 2 × 15 km            | 50 km | Sprint | 4 × 10 km                      |
| JO 2018 Pyeongchang | Épreuve inexistante à cette date | —                                | Médaille d'argent, Jeux olympiques | Épreuve inexistante à cette date | Médaille d'or, Jeux olympiques | —     | —      | Médaille d'or, Jeux olympiques |
| JO 2022 Pékin       | —                                | Épreuve inexistante à cette date | Épreuve inexistante à cette date   | —                                | —                              | *     | —      | —                              |

Légende :
- : pas d'épreuve
- — : Non disputée par Krüger
- * : l'épreuve s'est déroulée sur une distance de 28.4 km dû aux conditions extrêmes[12]

### Championnats du monde
| Épreuve / Édition        | Sprint                           | Sprint                           | 15 km                            | 15 km                            | Skiathlon 2 × 15 km      | 50 km                     | Relais | Relais               |
| Épreuve / Édition        | libre                            | classique                        | libre                            | classique                        | Skiathlon 2 × 15 km      | 50 km                     | Sprint | 4 × 10 km            |
| Mondiaux 2019 Seefeld    | —                                | Épreuve inexistante à cette date | Épreuve inexistante à cette date | —                                | —                        | 5e                        | —      | —                    |
| Mondiaux 2021 Oberstdorf | Épreuve inexistante à cette date | —                                | Médaille d'argent, monde         | Épreuve inexistante à cette date | Médaille d'argent, monde | Médaille de bronze, monde | —      | —                    |
| Mondiaux 2023 Planica    |                                  | Épreuve inexistante à cette date | Médaille d'or, monde             | Épreuve inexistante à cette date | Médaille d'or, monde     |                           |        | Médaille d'or, monde |
| Mondiaux 2025 Trondheim  |                                  | Épreuve inexistante à cette date |                                  | Épreuve inexistante à cette date |                          | Médaille de bronze, monde |        |                      |

Légende :
- : première place, médaille d'or
- : deuxième place, médaille d'argent
- : troisième place, médaille de bronze
- : pas d'épreuve
- — : Non disputée par Krüger

### Coupe du monde
- Meilleur classement général : 4e en 2019 et 2020.
- 1 petit globe de cristal : vainqueur du classement distance en 2025.
- 23 podiums individuels : 8 victoires, 10 deuxièmes places et 5 troisièmes places.
- 8 podiums en relais : 4 victoires et 4 troisièmes places.
- 3 podiums en épreuve par équipes mixte : 1 victoire, 1 deuxième place et 1 troisième place.

#### Courses par étapes
9 podiums dont 3 victoires.
- Tour de ski :
  - 2e en 2023.
  - '8 podiums d'étape, dont 3 victoires.
- Ski Tour :
  - 2e en 2020.
  - 1 podium.

#### Détail des victoires
| Épreuve / Édition | 15 km             | 15 km         | Poursuite 50 km |
| Épreuve / Édition | libre             | classique     | Poursuite 50 km |
| 2017-2018         | Toblach           |               |                 |
| 2019-2020         | Davos             |               |                 |
| 2020-2021         |                   |               | Engadine        |
| 2021-2022         | Lillehammer Davos |               |                 |
| Épreuve / Édition | 20 km / 15 km     | 20 km / 15 km | Poursuite 50 km |
| Épreuve / Édition | libre             | classique     | Poursuite 50 km |
| 2022-2023         | Davos             |               | Oslo            |
| 2023-2024         | Canmore           |               |                 |

#### Détail des victoires d'étapes
| Date           | Lieu          | Pays   | Course      | Discipline              |
| -------------- | ------------- | ------ | ----------- | ----------------------- |
| 5 janvier 2020 | Val di Fiemme | Italie | Tour de Ski | 10 km libre, mass-start |
| 8 janvier 2023 | Val di Fiemme | Italie | Tour de Ski | 10 km libre, mass-start |
| 5 janvier 2025 | Val di Fiemme | Italie | Tour de Ski | 10 km libre, mass-start |

#### Classements en Coupe du monde
| Saison / Épreuve | Général | Général | Distance | Distance | Sprint | Sprint | Tour de ski depuis 2007 | Finales depuis 2008              | Nordic Opening depuis 2011 |
| ---------------- | ------- | ------- | -------- | -------- | ------ | ------ | ----------------------- | -------------------------------- | -------------------------- |
| Saison / Épreuve | Place   | Points  | Place    | Points   | Place  | Points | Tour de ski depuis 2007 | Finales depuis 2008              | Nordic Opening depuis 2011 |
| 2014-2015        | 100e    | 37      | 70e      | 17       |        |        | —                       | Épreuve inexistante à cette date | 21e                        |
| 2015-2016        | 69e     | 81      | 39e      | 81       |        |        | —                       | —                                | —                          |
| 2016-2017        | 17e     | 482     | 15e      | 299      | 81e    | 7      | 8e                      | 38e                              | 11e                        |
| 2017-2018        | 14e     | 457     | 8e       | 413      |        |        | —                       |                                  | 16e                        |
| 2018-2019        | 4e      | 907     | 4e       | 495      | 47e    | 36     | 3e                      | 7e                               | 8e                         |
| 2019-2020        | 4e      | 1260    | 4e       | 776      | 29e    | 64     | 5e                      | 2e (Ski Tour)                    | Abandon                    |
| 2020-2021        | 16e     | 383     | 3e       | 357      | -      | -      | -                       | -                                | 18e                        |

### Championnats du monde des moins de 23 ans
- Médaille d'argent du quinze kilomètres libre en 2016.
- Médaille d'or du quinze kilomètres libre en 2017.

### Championnats du monde junior
- Médaille d'argent du relais en 2013.

### Coupe de Scandinavie
- 2 podiums.

### Championnats de Norvège
- Champion sur le quinze kilomètres libre en 2018[13].